# RetroVision
RetroVision (* 1997; bürgerlich Mathieu Jean Arnaud) ist ein französischer DJ und Musikproduzent, der hauptsächlich im Genre Future House aktiv ist.

## Karriere
Seit 2014 veröffentlichte RetroVision erste Singles auf diversen Future House Labels. Im Jahr 2016 veröffentlichte er die Single Puzzle auf dem Label NoCopyrightSounds die ihm erste Bekanntheit in der EDM-Szene brachte. Mit den Singles Waves und Nobody Else die auf Don Diablo’s HEXAGON Label erschienen sind gelang ihm endgültig der Durchbruch in der Szene. RetroVision veröffentlichte außerdem Remixe für Alan Walker, R3hab und Alle Farben. Am 6. März 2020 veröffentlichte er die Single Feel Your Touch die gleichzeitig auch der erste Release auf seinem eigenen Label TIME MACHINE ist. 2019 war RetroVision unter anderem bei Tomorrowland und 2018 und 2019 beim Amsterdam Dance Event zu sehen.

## Diskografie

### Singles
| Jahr | Titel Album    | Höchstplatzierung, Gesamtwochen, AuszeichnungChartsChartplatzierungen (Jahr, Titel, Album, Platzierungen, Wochen, Auszeichnungen, Anmerkungen) | Anmerkungen                                            |
| Jahr | Titel Album    | Dance | Anmerkungen                                            |
| ---- | -------------- | --- | ------------------------------------------------------ |
| 2019 | All Night Long | Dance36 (7 Wo.)Dance | Erstveröffentlichung: 15. November 2019 mit Jonas Blue |

Weitere Singles 2014
- Ethnic
- Utopia mit Anand Dorian

2015
- Pharaoh
- Heyho mit Dropic Thunder ft. Michael Zhonga
- Neon City mit Max Stern
- Katana mit Arkitech
- Pirates mit Epsylon
- Flash mit Martin Gutierrez

2016
- Happy Hour
- Bubbles ft. Babz Wayne
- Changes mit Loot
- Elevate
- Puzzle
- Heroes
- Here We Go

2017
- We Are Together mit AWR
- Rockin‘ mit Alpharock
- Over Again mit Micah Martin
- Up & Down
- SICC mit Domastic
- Sunday mit Humain
- The Night
- Waves
- Masterdam mit Humain
- Campfire
- Nobody Else mit Raven & Kreyn

2018
- Dancin‘
- Galaxy
- Get Down
- Cake
- Hope
- Get Up
- Found You
- Bring The Beat Back

2019
- House Beat
- We Like To Party
- One More Chance
- Take Off
- Stop

2020
- Switch That mit Dirty Palm
- Feel Your Touch
- Out Of Town (My Own Road) mit Janne und Lunis
- You & Me mit Brenton Mattheus
- Better With You
- 1983
- Little Victory mit Davis Mallory

2021
- All About U
- To Be Alright
- Whatever You Want
- Don't Give Up
- In The Place
- Everybody Goes Like That
- Miracle

2022
- I Wanna
- Feel It
- LET'S ROCK
- Summer.mp3 (mit Lucas & Steve)
- Summer Love (feat. Erich Lennig) (mit Lucas & Steve)
- Bass (mit Seth Hills)
- Pressure
- Stressed Out
- Supernova (mit Mike Williams)

2023
- Aubade (mit Max Wassen)
- Ignite
- Alone With You (mit Tungevaag)
- Be With You
- 90's
- Break It Down
- Set Me Free (mit Don Diablo)
- Move It
- Eternity (mit jeonghyeon)

2024
- Take Me Higher
- Hands Up (mit Mo Falk)

### Remixe (Auswahl)
2019
- Lucas & Steve: Say Something (RetroVision Remix)
- Landis: Nobody Like You (RetroVision Flip)
- NOTD und Daya: Wanted

2020
- Alan Walker und Ava Max: Alone, Pt. II (RetroVision Remix)
- Sam Feldt ft. Ella Henderson: Hold Me Close (RetroVision Remix)
- Tommy Jayden: Like This (RetroVision Edit)
- Mike Williams: Fallin’ In  (RetroVision Remix)